# LHS 288

LHS 288(루이텐 143-23)은 적색 왜성으로 용골자리에 있으며 지구에서 15.6광년 떨어져 있다. 이 별의 분광형은 M5.5V이고 겉보기 등급은 13.90에 불과하여 맨눈으로 이 별을 관측할 수는 없다. LHS 288의 자세한 제원은 토드 J. 헨리 외 3명의 연구 결과 밝혀졌다. 최근의 연구 결과에 의하면 이 별은 목성 정도 질량의 행성 하나를 거느리고 있는 것으로 밝혀졌다.

## 참고 문헌
- “THE ONE HUNDRED NEAREST STAR SYSTEMS”. 2008년 1월 1일. 2012년 5월 13일에 원본 문서에서 보존된 문서. 2008년 4월 26일에 확인함.
- Todd J. Henry 외 3인 (2006년 12월). “THE SOLAR NEIGHBORHOOD. XVII. PARALLAX RESULTS FROM THE CTIOPI 0.9 m PROGRAM:20 NEW MEMBERS OF THE RECONS 10 PARSEC SAMPLE” (PDF). 2009년 11월 14일에 원본 문서 (PDF)에서 보존된 문서. 2008년 5월 27일에 확인함.

## 같이 보기
- 가까운 별 목록